# Call of Cthulhu (Computerspiel)
Call of Cthulhu ist ein Survival-Horror-Computerspiel, das von den französischen Cyanide Studios entwickelt und 2018 von Focus Home Interactive für die Systeme PlayStation 4, Xbox One, Nintendo Switch und Microsoft Windows veröffentlicht wurde.
Das Spiel setzt auf psychologischen Horror und den Cthulhu-Mythos. Es ist inspiriert von H. P. Lovecrafts Kurzgeschichte Call of Cthulhu und eine Adaption des gleichnamigen Pen-&-Paper-Rollenspiels von 1981.

## Handlung
Das Spiel folgt dem Privatdetektiv und Kriegsveteranen Edward Pierce, der sich in einer Existenzkrise befindet. Da er im Jahr 1924 in Boston keine Fälle mehr erhält, flüchtet er sich in Alkohol- und Pillenkonsum. Einen Hoffnungsschimmer sieht er, als eines Tages ein geheimnisvoller Fall auf seinem Schreibtisch landet. Pierce wird gebeten, den Tod der Familie Hawkins aufzuklären, die auf mysteriöse Weise bei einem Feuer ums Leben kam. Der einzige Hinweis ist ein seltsames Bild, das die angeblich verrückte Mutter kurz vor ihrem Tod gemalt hat. Edward muss nach Darkwater Island in der Nähe von Boston aufbrechen, um mehr über die Angelegenheit zu erfahren. Dabei stößt er auf die bevorstehende Wiederbelebung des Gottes Cthulhu. Es gibt vier Enden, die von den Spielerentscheidungen abhängig sind.

## Spielprinzip
Das Spiel setzt primär auf Detektivaufgaben wie das Führen von Ermittlungen, das Suchen nach Hinweisen und das Lösen von Rätseln. Nur sekundär werden Horror-Elemente eingesetzt. Der Verlauf des Spiels ist abhängig von den Entscheidungen des Spielers. Das Spiel setzt im Gegensatz zu anderen Horrorspielen mehr auf Realismus und weniger auf actionreiches Gameplay. So ist die Spielfigur vergleichsweise schwach und hat mit psychischen Belastungen zu kämpfen, die sich zum Beispiel in Panikattacken, Halluzinationen und Flashbacks widerspiegeln. Der Spieler kann seine Fähigkeiten in Psychologie, Medizin, Redegewandtheit und Okkultismus verbessern, um davon im Spiel zu profitieren. Die Fähigkeiten „Medizin“ und „Okkultismus“ können dabei nur durch über die Spielwelt verstreute wie etwa Medizinbücher verbessert werden. Gespielt wird aus der Egoperspektive.

## Entwicklung und Veröffentlichung
Im Januar 2014 gab Focus Home Interactive auf Twitter bekannt, dass der Spielentwickler Frogwares an der Entwicklung des Spiels arbeite. Die Entwickler kündigten auch an, dass das Spiel auf PCs und „Next-Gen-Konsolen“ erscheinen werde. In die Entwicklung flossen Erfahrungen aus der Sherlock-Holmes-Reihe ein, die für die Detektivelemente verwendet wurden. Für die Einarbeitung der Horror-Elemente wurde mit mehreren Autoren zusammengearbeitet, die Szenarien für das Pen-&-Paper-Rollenspiel Call of Cthulhu von 1981 geschrieben hatten.
Nachdem zwei Jahre keine Pressemitteilungen über das Spiel veröffentlicht wurden, wurde vermutet, dass das Projekt aufgeben wurde. Doch dann kündigte Focus Home das Spiel im Februar 2016 erneut an, benannte Cyanide als neues Entwicklungsstudio und Ende 2017 als Veröffentlichungszeitraum. Als Spiel-Engine wird die Unreal Engine 4 genutzt.
Im Juni 2016 wurde kurz vor der Unterhaltungsmesse E3 der erste Trailer für das Spiel veröffentlicht. Im September 2017 wurde bekannt, dass das Spiel auf 2018 verschoben wird. Am 30. Oktober 2018 (Halloween) wurde das Spiel weltweit für Microsoft Windows, Xbox One und die PlayStation 4 veröffentlicht.

## Rezeption
Call of Cthulhu erhielt gemischte bis positive Bewertungen. Die Rezensionsdatenbank Metacritic aggregiert 40 Rezensionen der PC-version zu einem Mittelwert von 67 und 47 Rezensionen der PlayStation-4-Version zu einem Mittelwert von 63.
Im Gegensatz zu anderen Horrorspielen werde mehr Wert auf Detektivarbeit und Realismus anstatt auf actionreiches Gameplay gelegt. Dabei werde sich des von H. P. Lovecraft geschaffenen Cthulhu-Mythos bedient, der von der Presse als gute Rahmenhandlung gelobt wird. Das Spiel erzähle eine eigene Geschichte, biete aber dennoch viele Anspielungen auf Lovecrafts Werk. Im Spiel werde der Wahnsinn und Kontrollverlust der Spielfigur spielmechanisch umgesetzt und visualisiert, und das klassische Gut-Böse-Bild werde durch eine fantastische Geschichte mit sich nach und nach einschleichendem Horror um Kulte, Kreaturen und kosmische Einflüsse ersetzt. Die Atmosphäre wird als düster, surreal, detailreich und künstlerisch beschrieben, was durch die Musik unterstützt werde. Sie solle die Vorstellungskraft des Spielers ansprechen und Neugierde erwecken. Die Charaktere werden als nicht vorhersehbar und glaubhaft wirkend beschrieben.
Die Rätsel werden teilweise als zu einfach beurteilt, und die Grafik sowie Animationen seien nicht mit denen aktueller High-End-Spielen vergleichbar. Weitere Kritikpunkte sind außerdem Wiederholungen, Kürzungen im Leveldesign bei Spielfortschritt, aufgesetzte Shooter-Elemente und technische Fehler.
Das Spielvorgehen wird etwas mit dem Computerspiel Dishonored: Die Maske des Zorns verglichen, die mysteriösen Ermittlungen mit Murdered: Soul Suspect und das Level-System mit der Fallout-Reihe. Als weitere Spiele, die ähnlichen kosmologischen Horror thematisieren, werden auch Darkest Dungeon, Dark Souls und Sunless Sea genannt.